# Ivan Lvovič Čichačov
Ivan Lvovič Čichačov (rusky Иван Львович Чихачёв, 1700 Vologdská gubernie Ruské carství ― 6. října 1741 Bobří moře Ruské impérium) byl důstojník ruského carského námořnictva, sloužil v Baltské flotile a byl účastníkem Velké severní expedice v Beringovo-Čirikovově oddíle. Podílel se na objevení Alexandrových ostrovů, několika Aleutských ostrovů a Komandorských ostrovů.

## Životopis

### Mládí
Čichačov se narodil v roce 1700 ve Vologdské gubernii jako potomek chudé šlechtické rodiny Čichačevů. Jeho otec vlastnil v gubernii osm usedlostí.
V roce 1718 nastoupil na petrohradskou Akademii námořní stráže, kterou absolvoval v roce 1721. Nastoupil službu v Baltské flotile v Revalu. V roce 1723 si vysloužil uznání z velitelství, že dokonale ovládá navigaci, dělostřelectvo, dobře zná geodézii a umí kreslit mapy. Podobné hodnocení, spolu s doporučením na povýšení na navigátora si vysloužil i během své služby v Kronštadtu. Dne 21. dubna 1727 byl povýšen do hodnosti prvního důstojníka. Až do roku 1737 se na několika lodích plavil po Baltském moři.
Dne 3. prosince 1737 byl povýšen a na osobní žádost byl přidělen k Velké severní expedici. Dne 4. března 1738 Čichačov spolu se svými spolužáky z Akademie Charitonem Laptěvem, Dmitrijem Laptěvem a zeměměřičem Ivanem Kindjakovem opustil Petrohrad a Bakinovské cestě vyrazil na Dálný východ.

### Velká severní expedice
Po příjezdu do Ochotsku byl Čichačov jmenován asistentem Aleje Iljiče Čirikova na lodi Svatý Pavel, kterou v ochotských loděnicích právě dokončovali loďař Makar Rugačov a stavitel lodí Andrej Ivanovič Kuzmin. Na podzim roku 1740 vyplul Čichačov na palubě Svatého Pavla z Ochotsku do Avačského zálivu a v Petropavlovské zátoce přezimovali. Dne 4. června 1741 vypluly lodě Svatý Pavel a Svatý Petr do Tichého oceánu hledat mytickou Zemi João da Gamy. Kvůli husté mlze se 20. června obě lodě navzájem ztratily. Po několika dnech marných pokusů najít druhou loď, se Svatý Pavel vydal na další plavbu na vlastní pěst a dne 15. července doplul k tichomořskému pobřeží Severní Ameriky. Pak se vydal podél amerického pobřeží na sever. Na zpáteční cestě posádka lodi objevila Alexandrovy ostrovy, Umnak, Adak, Agattu, Attu a Komandorské ostrovy. Vše detailně popsali a zmapovali.
Během plavby Čichačov, stejně jako mnoho dalších členů posádky, včetně všech důstojníků a velitele lodi Čirikova, onemocněl kurdějemi. Velení lodi se ujal poddůstojník Ivan Jelagin, který i přes svou nemoc měl nejvíce síly z poddůstojníků a důstojníků. Ve své zprávě uvedl, že Ivan Lvovič Čichačov zemřel po třech týdnech nemoci dne 6. října 1741 v Bobřím moři. O čtyři dny později Svatý Pavel doplul do Petropavlovsku.